# Dodge Shadow
Dodge Shadow – samochód osobowy klasy kompaktowej produkowany pod amerykańską firmą Dodge w latach 1986 – 1994. 

## Historia i opis modelu

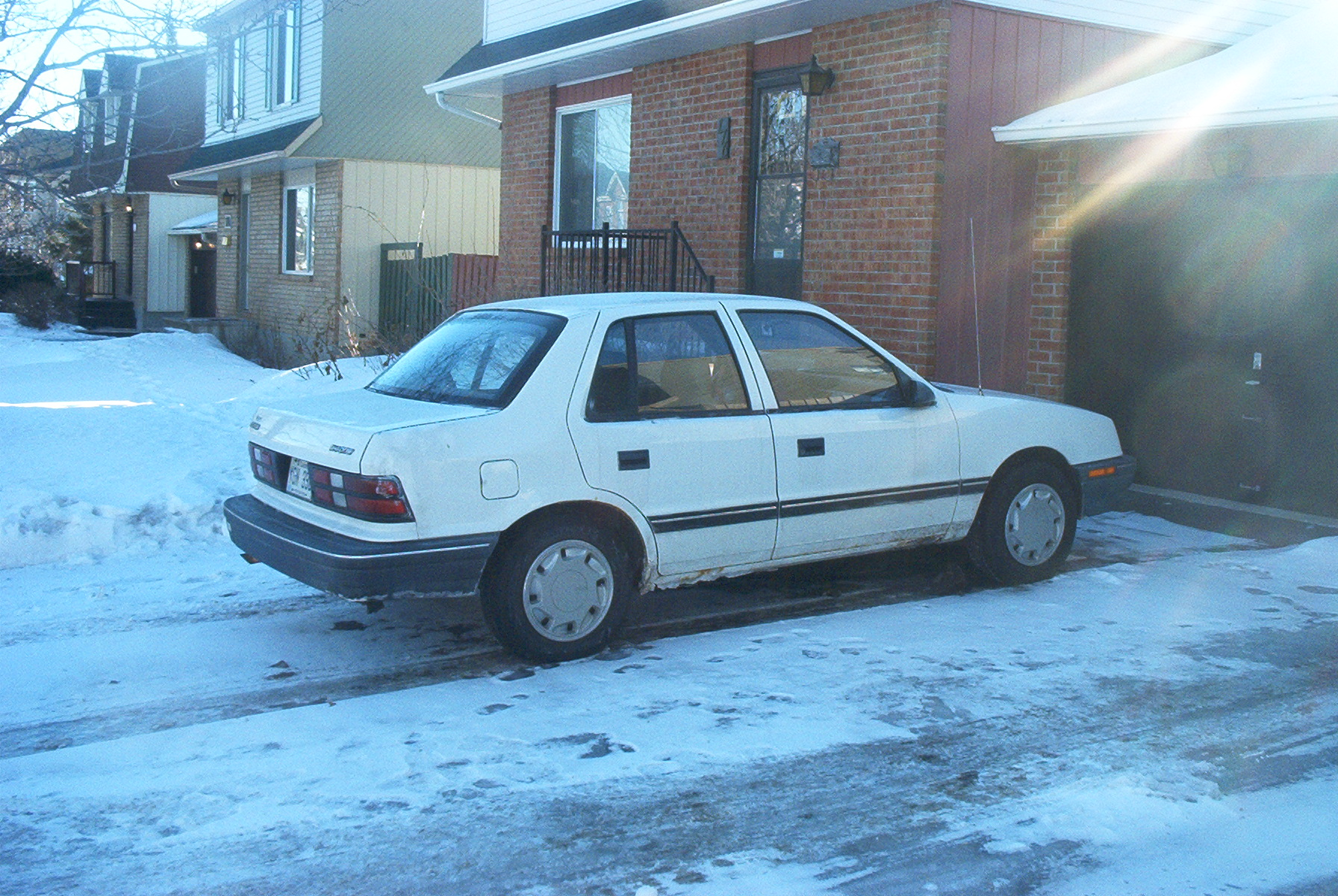
Dodge Shadow - tył

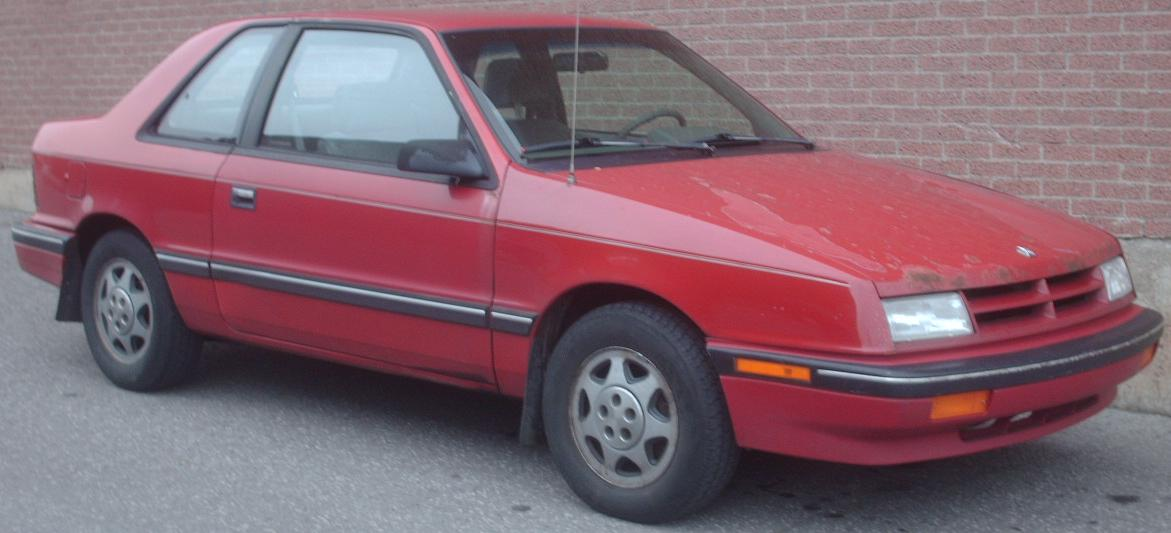
Dodge Shadow po liftingu

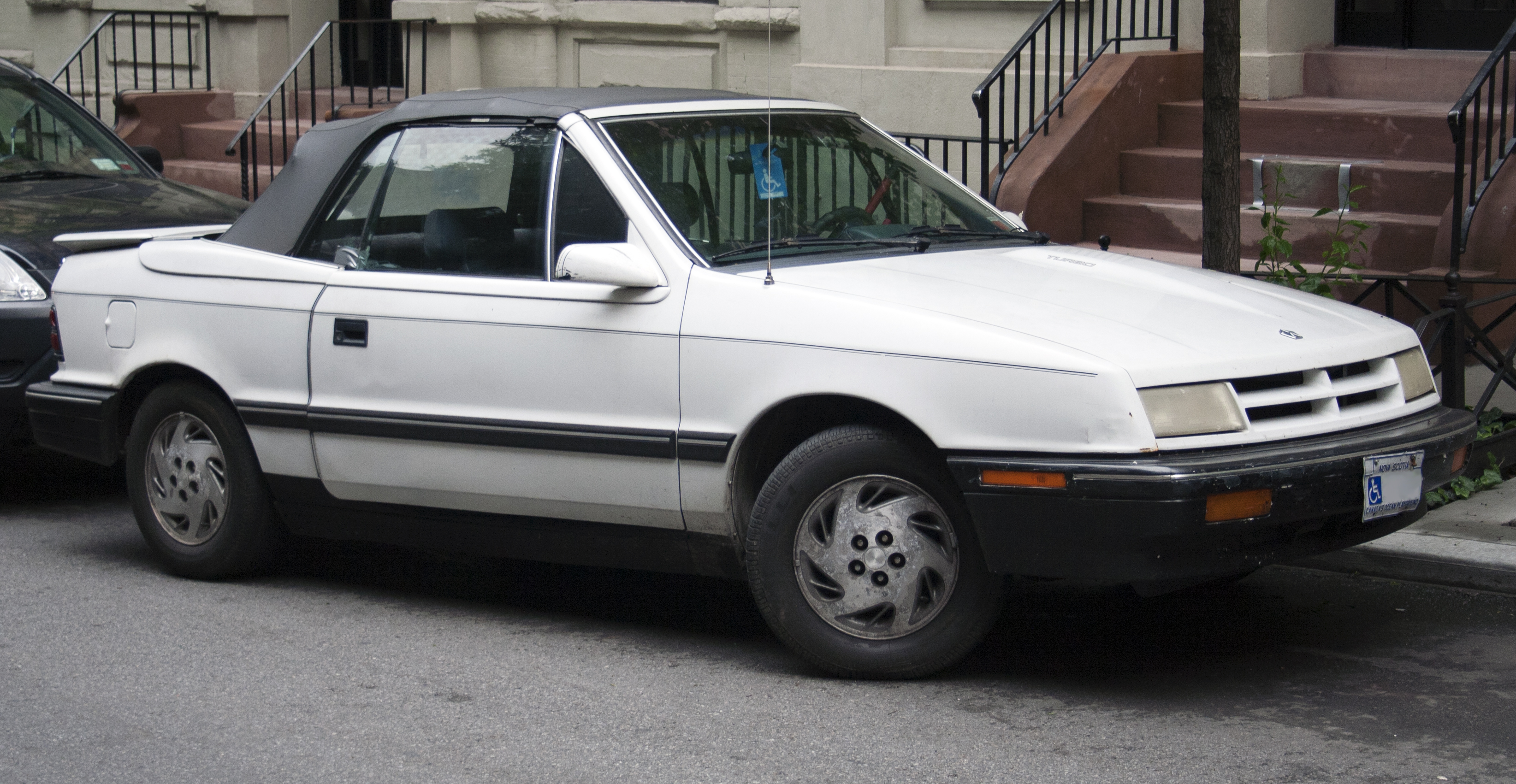
Dodge Shadow Cabriolet po liftingu

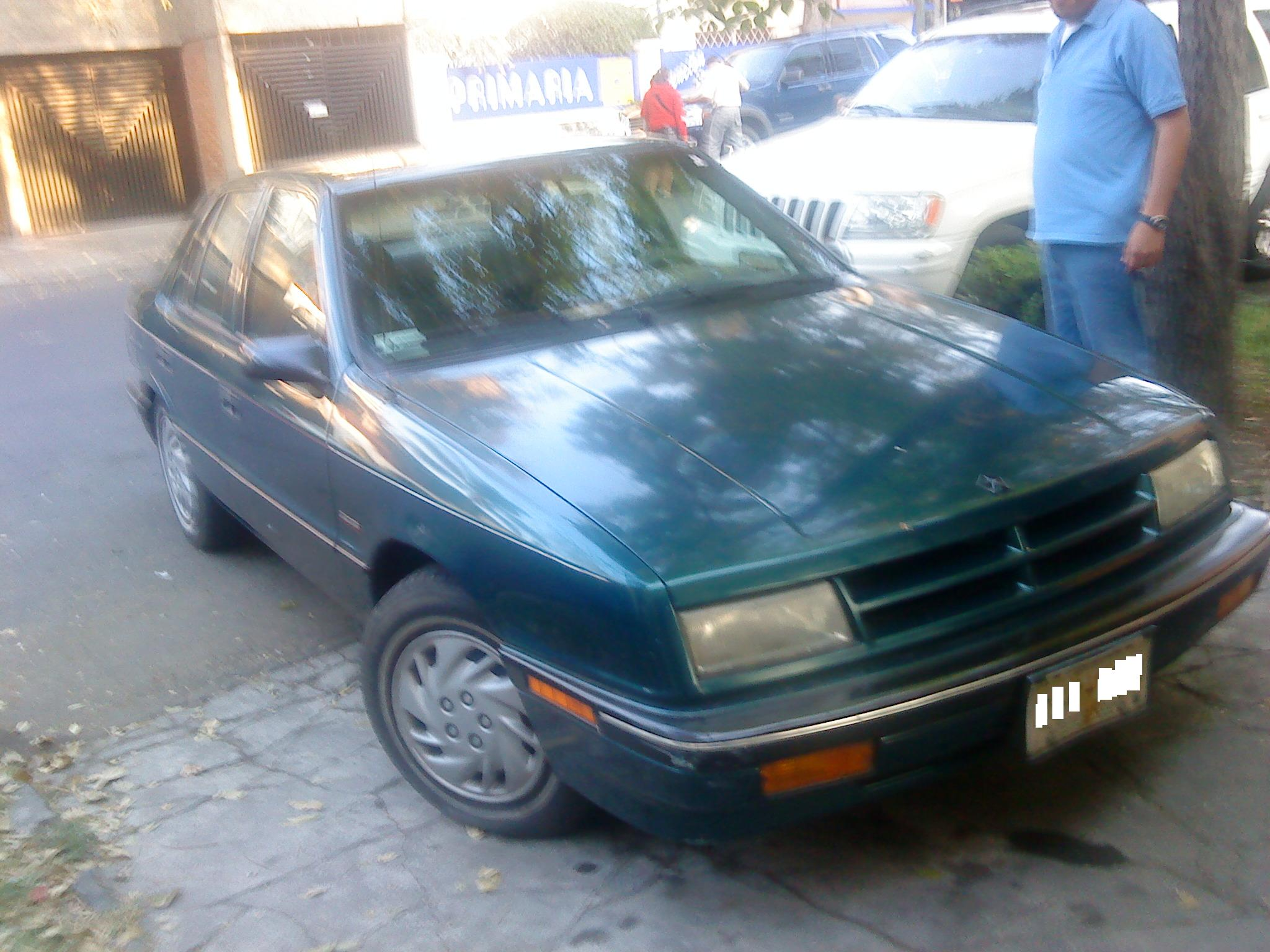
meksykański Chrysler Shadow

Dodge Shadow zastąpił zarówno kompaktowy model Omni, jak i sportowe coupe Charger. Dostępny był jako 3-drzwiowy liftback, 4-drzwiowy sedan oraz 2-drzwiowy kabriolet. Do napędu używano silników R4 i V6. Moc przenoszona była na oś przednią poprzez 3- lub 4-biegową automatyczną bądź 5-biegową manualną skrzynię biegów. Samochód został zastąpiony przez model Neon.

### Lifting
W 1989 roku Dodge Shadow przeszedł obszerną modernizację nadwozia, w ramach której zmienił się głównie wygląd pasa przedniego. Kwadratowe reflektory zastąpiły szersze, prostokątne schowane pod wypukłym kloszem. zmieniła się też atrapa chłodnicy i kształt zderzaków.

### Europa
Dodge Shadow był importowany także do wybranych rynków Europy Zachodniej jako Chrysler ES. Ponadto, także na rynku meksykańskim samochód był sprzedawany pod marką Chrysler jako Chrysler Shadow. Różnice wizualne w obu przypadkach były minimalne, ograniczając się jedynie do innych emblematów producenta.

### Silniki
- L4 2.2l K
- L4 2.2l Turbo
- L4 2.2l Turbo
- L4 2.5l K
- L4 2.5l Turbo
- V6 3.0l 6G72

### Dane techniczne
- R4 2,2 l (2213 cm³), 2 zawory na cylinder, SOHC, turbo
- Średnica cylindra × skok tłoka: 87,50 mm × 92,00 mm
- Stopień sprężania: 8,1:1
- Moc maksymalna: 178 KM (131 kW) przy 5200 obr./min
- Maksymalny moment obrotowy: 278 N•m przy 2400 obr./min
- Przyspieszenie 0-80 km/h: 5,1 s
- Przyspieszenie 0-100 km/h: 7,0 s
- Prędkość maksymalna: 212 km/h